# Estland op het Junior Eurovisiesongfestival 2023
Estland nam deel aan het Junior Eurovisiesongfestival 2023 in Nice, Frankrijk. Het was het debuut van het land op het Junior Eurovisiesongfestival. ERR was verantwoordelijk voor de Estische bijdrage voor de editie van 2023.

## Selectieprocedure
Op 29 augustus 2023 maakte de EBU bekend dat Estland zou debuteren op het eerstkomende Junior Eurovisiesongfestival. Estland was het laatste Baltische land dat zijn debuut maakte.
De Estische openbare omroep opteerde voor een interne selectie van diens bijdrage. Nog op dezelfde dag werd duidelijk dat de ERR Arhanna naar Nice zou sturen. De destijds elfjarige zangeres had eerder dat jaar de talentenjacht Tähtete Lava gewonnen. In Nice trad ze aan met het nummer Hoiame kokku.

## In Nice
Estland was als zevende van zestien landen aan de beurt, net na Noord-Macedonië en gevolgd door Armenië. Arhanna eindigde uiteindelijk op de vijftiende en voorlaatste plek, met 49 punten.
2023 · 2024
Albanië · Armenië · Duitsland · Estland · Frankrijk · Georgië · Ierland · Italië · Malta · Nederland · Noord-Macedonië · Oekraïne · Polen · Portugal · Spanje · Verenigd Koninkrijk